# 伊東祐光 (鎌倉時代)
伊東 祐光（いとう すけみつ、生没年不詳）は、鎌倉時代の武将。日向伊東氏2代当主。父は伊東祐時。子は伊東祐宗、工藤光頼。

## 概要
伊東祐時の6男として生まれる。父は日向伊東氏の祖。祐光は、その後を継ぐ。